# Aegus alternatus
Aegus alternatus is een keversoort uit de familie vliegende herten (Lucanidae). De wetenschappelijke naam van de soort is voor het eerst geldig gepubliceerd in 1881 door Fairmaire.